# Fabian Giger
Pour les articles homonymes, voir Giger.
Fabian Giger, né le 18 juillet 1987, est un coureur suisse spécialiste de VTT cross-country.

## Biographie
En 2012, il prend la 5e place du championnat du monde élites.

## Palmarès sur route

### Par année
- 2003
  - 3e du championnat de Suisse sur route débutants
- 2009
  -  Champion de Suisse de la montagne espoirs
  - Silenen-Amsteg-Bristen
- 2010
  - 3e de Silenen-Amsteg-Bristen
- 2017
  - 1re étape de l'Istrian Spring Trophy
  - 3e de l'Istrian Spring Trophy
- 2018
  - 2e de Silenen-Amsteg-Bristen

### Classements mondiaux
| Année           | 2017 |
| --------------- | ---- |
| UCI Europe Tour | 877e |

## Palmarès en VTT

### Championnats du monde
- 2012
  - 5e du cross-country

### Coupe du monde
- Coupe du monde de cross-country
  - 2013 : 8e du classement général
  - 2014 : 11e du classement général
  - 2015 : 15e du classement général
  - 2018 : 41e du classement général
  - 2019 : 49e du classement général

### Championnats d'Europe
- 2009
  -  Champion d'Europe de cross-country espoirs
- 2014
  -  Médaillé d'argent du cross-country
- 2016
  -  Médaillé d'argent du cross-country

### Jeux européens
- Bakou 2015
  -  Médaillé de bronze du cross-country